# Ladislas Radigue e 3 compagni
Ladislas Radigue e tre compagni (Polycarpe Tuffier, Marcellin Rouchouze e Frézal Tardieu) (†26 maggio 1871, Parigi) sono stati quattro sacerdoti appartenenti alla casa religiosa della Congregazione dei Sacri Cuori riconosciuti martiri dalla Chiesa cattolica il 25 novembre 2021 e proclamati beati il 22 aprile 2023 da papa Francesco.

## Biografie di singoli martiri

### Armand-Pierre (Ladislas) Radigue

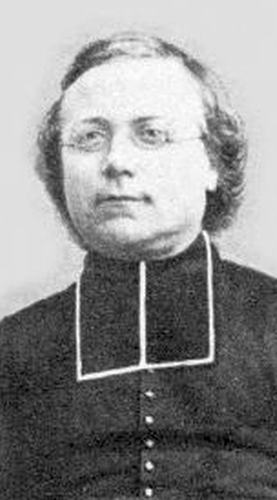
Ladislao Radigue

Nacque l'8 maggio 1823 a Saint-Patrice-du-Désert da una famiglia di contadini religiosi, era il secondo dei sei figli di Thomas Radigue e Maria Antonietta Françoise Dolente. Sua madre dava grande importanza all'educazione religiosa dei suoi figli. All'età di undici anni entrò nel seminario minore di Sées gestito dai Cuori Bianchi, mentre all'età di vent'anni si laureò in filosofia e lasciò il seminario. La lettura delle riviste missionarie, in particolare degli annali della propagazione della fede del Sacro Cuore, influenzò il suo desiderio di diventare missionario. Il 19 luglio 1843 iniziò il noviziato presso i Cuori Bianchi a Issy-les-Moulineaux vicino a Parigi. Scelse come nome religioso Ladislao da suo fratello che amava particolarmente. Il suo maestro dei novizi fu Euthyme Rouchouze, restauratore dell'ordine dopo uno scisma interno. Emise i voti religiosi il 7 marzo 1845 nella cappella del monastero di Picpus, a Parigi. Il 25 luglio 1847 divenne suddiacono e il 18 marzo 1848 diacono; fu ordinato sacerdote il Sabato Santo 22 aprile 1848.
Il suo desiderio dichiarato di diventare missionario lo portò ad essere inviato alle Isole Marchesi, dove avrebbe dovuto imbarcarsi con un trasporto di forzati. Per motivi politici e giuridici questo viaggio non ebbe luogo ed egli rimase a Parigi, dove fu nominato collaboratore del maestro dei novizi, mentre nel 1863 divenne maestro dei novizi e successivamente vicario generale della congregazione e infine superiore di Parigi.

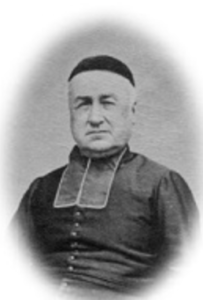
Polycarpe Tuffier

### Jules (Polycarpe) Tuffier
Nato il 14 marzo 1807 a Le Malzieu, era figlio postumo di Jean-Paul Tuffier (morto il 23 ottobre 1806) e Suzanne Martin. Dei sei figli della famiglia, solo tre sopravvissero, il resto morì prima della sua nascita. Sua madre era molto religiosa e lo mandò al collegio dell'adorazione dei Sacri Cuori Bianchi a Mende, dove incontrò lo stimato padre Régis Rouchouze, che lo mandò al monastero del Sacro Cuore sul Picpus a Parigi. All'età di tredici anni, il 3 maggio 1820, iniziò il noviziato. Emise i voti perpetui il 14 maggio 1823, all'età di sedici anni, scelse come nome religioso Polycarpe. Studiò letteratura francese e diritto ecclesiastico e si trasferì al seminario maggiore di Rouen, allora occupato dai Cuori. Il 20 dicembre 1828 ricevette il suddiaconato dal cardinale Gustave-Maximilien-Juste de Croÿ-Solre nella cattedrale locale e presto tornò a Parigi. Durante i disordini anticlericali seguiti alla Rivoluzione di luglio, assistette alla distruzione del monastero di Picpus avvenuto il 16 febbraio 1831, dove i monaci furono picchiati e imprigionati.
Fu ordinato sacerdote, poco dopo aver raggiunto l'età richiesta, il 2 aprile 1831 a Sées. Fu inviato alla parrocchia Nostra Signora Regina della Pace a Martainville-sur-Ry, dove fu parroco per nove anni. Nel settembre 1840 ritornò a Parigi, dove la sua permanenza fu breve, poiché gli fu assegnato l'incarico di cappellano delle Suore delle Suore Bianche e parroco del loro collegio a Yvetot (Normandia). Nel 1847 fu nominato direttore della scuola monastica "le Petits Carmes" a Cahors.
Nel 1858 divenne cappellano delle Suore del Cuore Bianco a Mende. Fu anche predicatore della cattedrale e assunse la direzione delle Pontificie Opere Missionarie Infantili. Nel 1862 tornò di nuovo a Laval, ma presto si trasferì a Parigi, dove fu nominato economo generale della congregazione. Nello stesso tempo dirigeva la catechesi alle ragazze del collegio della Madonna.
Quando fu arrestato dai comunardi il 12 aprile 1871 come ostaggio e nella sua cella benediceva i suoi torturatori e godeva della simpatia dei suoi compagni di prigionia. In una lettera dal carcere dell'11 maggio 1871 scrisse: "Oh Dio, ci massacrano distorcendo la vita sociale e pensando di fare del bene a se stessi! Perdonali, non sanno quello che fanno". 

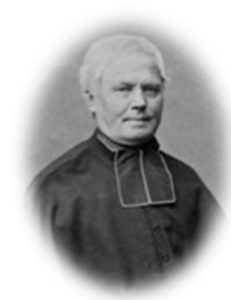
Marcellin Rouchouz

### Jean-Marie (Marcellin) Rouchouze
Nato il 14 dicembre 1810 a Saint-Chamond, era il figlio di Barthélemy Rouchouz, anch'egli entrato nella congregazione dopo aver allevato i suoi figli, e Suzanne Clot. Era il maggiore di tre figli (aveva un fratello François, nato nel 1813 e una sorella Anna, nata nel 1816, per quindici anni superiore della casa religiosa di La Serena in Cile).
Si diplomò in una scuola gestita dai Bianchi a Sarlat-la-Canéda nel 1823. Iniziò il noviziato in questa comunità il 24 agosto 1834 ed emise i voti monastici per mano di Joseph Coudrin nel monastero parigino di Picpus il 2 febbraio 1837; scelse come nome religioso Marcellin. Anche se aveva terminato il seminario, si astenne dall'essere ordinato sacerdote, in quanto credeva di non esserne degno, accettando soltanto di diventare suddiaconato. Nel febbraio 1840 divenne professore di filosofia al seminario maggiore di Picpus. Nel 1842 fu trasferito a Nivelles in Belgio, dove fu aperta una nuova scuola per ragazzi, e nel 1844 fu trasferita a Enghien, dove diresse questa scuola fino alla sua liquidazione nel 1850.
Fu ordinato diacono il 20 dicembre 1851 a Cahors, dove c'era la scuola del Sacro Cuore. Lì, il 5 giugno 1852, fu ordinato sacerdote. Nel 1856 divenne superiore della scuola, mentre nel 1860, per motivi di salute, fu mandato a scuola a Poitiers, restandovo fino al 1865. Nel 1866 divenne segretario generale dei Cuori Bianchi.  Nel 1867, durante un viaggio a Roma, si ammalò di colera. Nel 1870 divenne segretario generale della sua congregazione a Parigi.

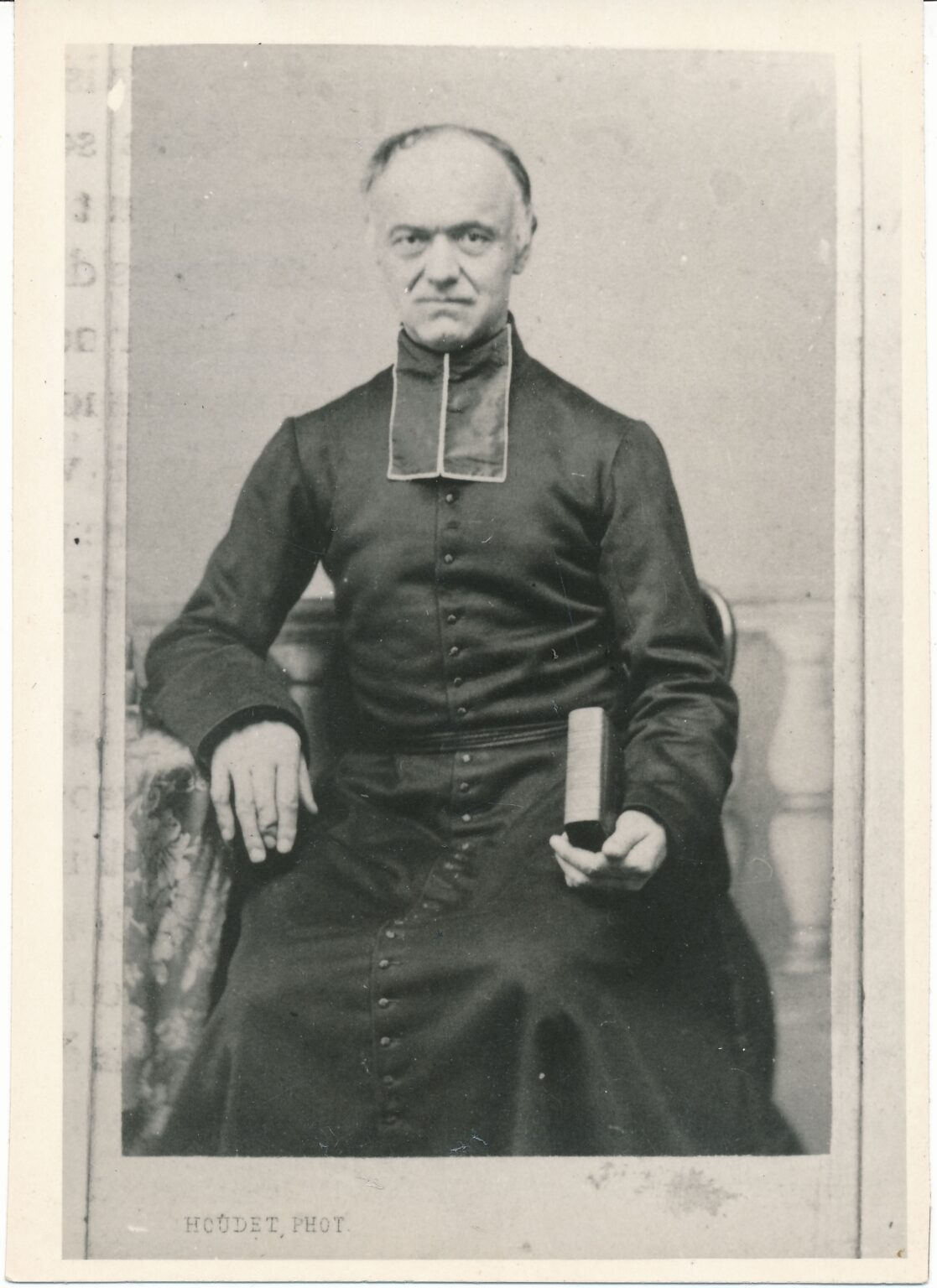
Frézal Tardieu

### Jean-Pierre-Eugène (Frézal) Tardieu
Nato il 18 novembre 1814 a Chasseradès, suo padre era notaio e sindaco, mentre sua madre (Françoise-Michel) gestiva la casa ed era molto religiosa. Era uno dei cinque figli. Conclusi gli studi a Langogne, entró nel seminario maggiore del Convento Bianco di Mende. Nel 1836 perse la madre ed il 2 giugno 1837 iniziò il noviziato e scelse come nome religioso Frézal; un mese dopo suo padre morì. Il 21 dicembre 1838 divenne suddiacono e fu ordinato sacerdote nella chiesa parigina di san Suplicius per mano del vescovo di Versailles, Louis-Marie-Edmont Blanquart de Bailleul. Emise i voti perpetui nel monastero del Sacro Cuore a Picpus a Parigi il 24 aprile 1839. Fu ordinato diacono il 4 aprile 1840 e probabilmente poco dopo fu ordinato sacerdote, ma la data esatta è.
Divenne maestro dei novizi socio a Vaugirard e poi maestro dei novizi a Vaugirard per tre anni e a Lovanio, in Belgio per sette anni ed infine ad Issy per altri sette anni. Successivamente fu responsabile della formazione dei seminaristi a Lovanio. Si impegnó nelle attività dell'associazione della Sacra Eredità del Signore Gesù (attualmente Pontificia Opera Missionaria dei Fanciulli). Si impegnó a promuovere il salvataggio dei bambini cinesi che morivano di fame e di malattie per strada, senza essere battezzati. Fu il primo a pubblicare manifesti e testi in fiammingo su questo tema. Nel 1843 fondò l'Associazione Esterna della Congregazione dei Sacri Cuori (poi Ramo Secolare). Nel 1853 scrisse l'introduzione alla storia di Nostra Signora di La Salette. Nel 1856 pubblicò due testi sulle missioni del Cuore alle Hawaii e nelle Isole Sandwich (Revue Catholique de l'Université de Louvain), e successivamente su questioni missionarie. Alla fine del 1858 fu nominato associato del maestro dei novizi a Issy, monastero retto da Ladislas Radigue, poi compagno di martirio. Nel 1860 ritornò a Picpus, dove divenne consigliere generale dell'assemblea. Lì insegnò teologia dogmatica.

## Morte

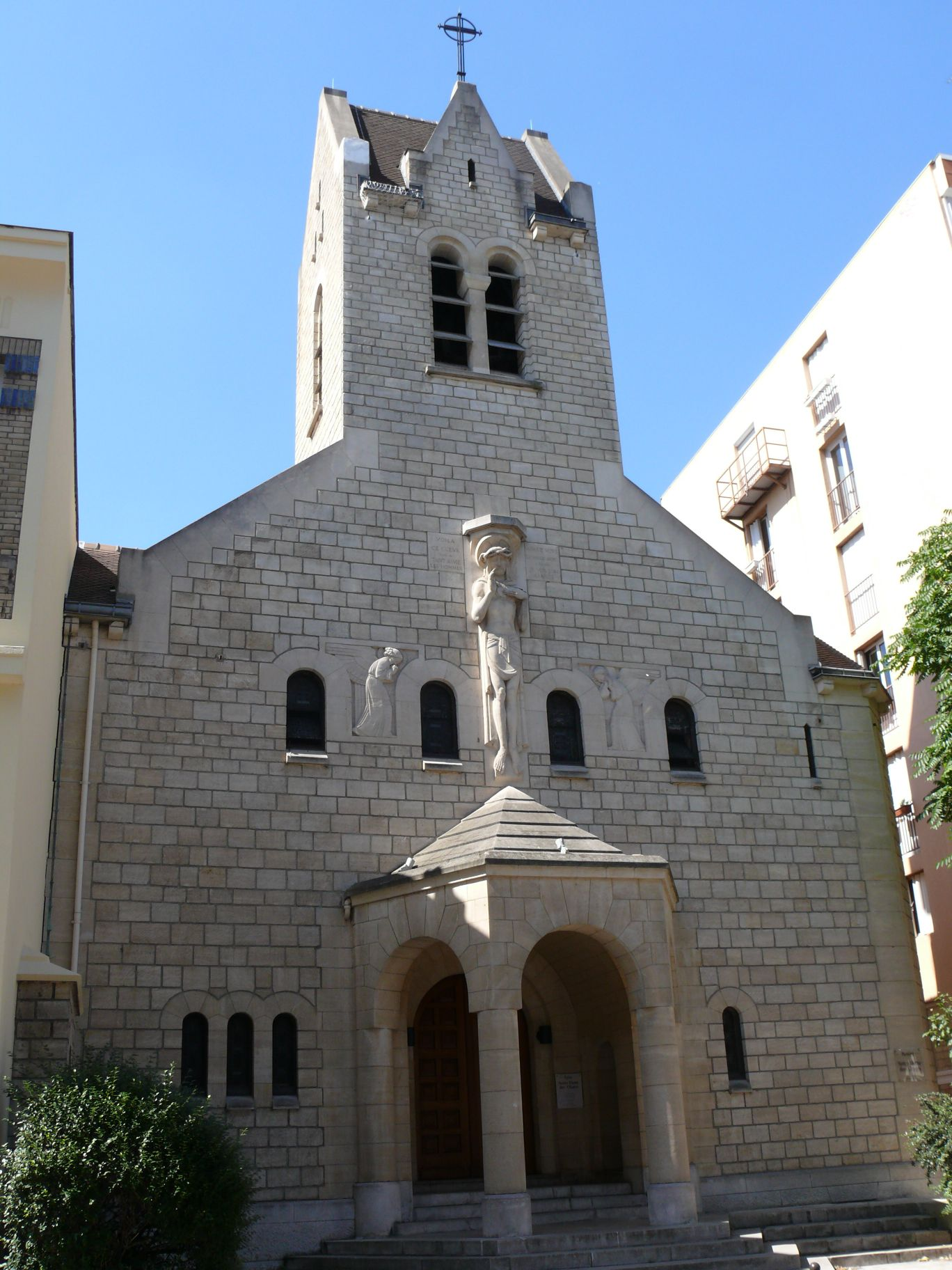
Chiesa di Notre-Dame-des-Otages, costruita per onorare le vittime sul luogo degli omicidi

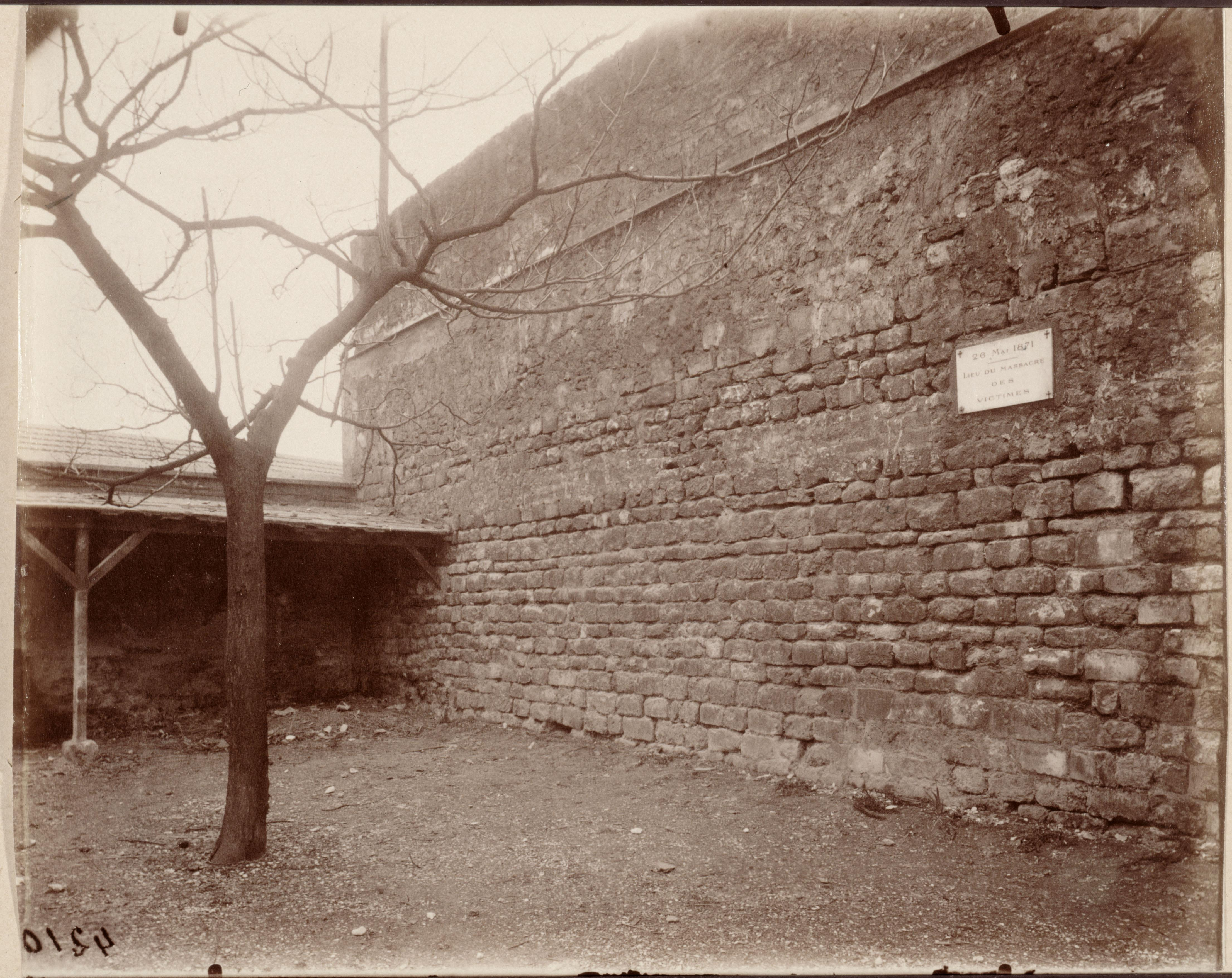
Il luogo del massacro in Rue Haxo (foto di Eugène Atget)

Il 12 aprile 1871 quattro sacerdoti furono arrestati nella casa religiosa della Congregazione dei Sacri Cuori a Parigi. Dopo essere stati inizialmente trattenuti nella caserma della polizia, vennero successivamente trasferiti nella prigione di Mazas, per poi giungere nella prigione di La Grande Roquette a Parigi. Qui, insieme ad altri compagni di prigionia, furono fucilati il 26 maggio 1871 dai ribelli radicali durante l'esecuzione in massa di 50 ostaggi. Avvenne nell'ultima settimana della Comune di Parigi, quando la rivolta della capitale fu repressa nel sangue dalle truppe di Versailles. L'esecuzione fu, infatti, una forma di linciaggio collettivo per vendicare le perdite subite dai comunardi. Inoltre, la stessa Comune di Parigi aveva un carattere inequivocabilmente anticlericale. Le chiese furono saccheggiate e confiscate e i sacerdoti furono imprigionati.

## Culto
Il loro processo di beatificazione è iniziato il 29 ottobre 2015. Il 25 novembre 2021 papa Francesco ha firmato un decreto sul loro martirio.
Sono stati poi beatificati il 22 aprile 2023 nella chiesa di San Sulpizio a Parigi. Insieme a loro è stato beatificato anche il loro compagno di prigionia, il sacerdote della Congregazione dei Religiosi di San Vincenzo de' Paoli Henry Planchat, fucilato lo stesso giorno. A presiedere la cerimonia a nome di papa Francesco è stato il cardinale Marcello Semeraro, prefetto del Dicastero delle cause dei santi. Il giorno seguente, durante la recita del Regina Coeli, il papa ha ricordato le figure affermando che sono stati "pastori animati da zelo apostolico sono accomunati nella testimonianza della fede fino al martirio".
La loro memoria viene commemorata il 26 maggio.